# Idolia gibba
Idolia gibba är en skalbaggsart som beskrevs av Lewis 1886. Idolia gibba ingår i släktet Idolia och familjen stumpbaggar. Inga underarter finns listade i Catalogue of Life.